# P.J. Bouman
Pieter Jan Bouman (Batavia, 19 september 1902 – Epe, 10 maart 1977) was een Nederlandse schrijver en hoogleraar in de sociologie. Hij is vooral bekend geworden met zijn geschiedenisverhalen geschreven voor een algemeen publiek, die in hun tijd vaak bestsellers waren. Hierdoor wordt Bouman soms de 'Geert Mak van de 20e eeuw' genoemd.

## Geschiedenis

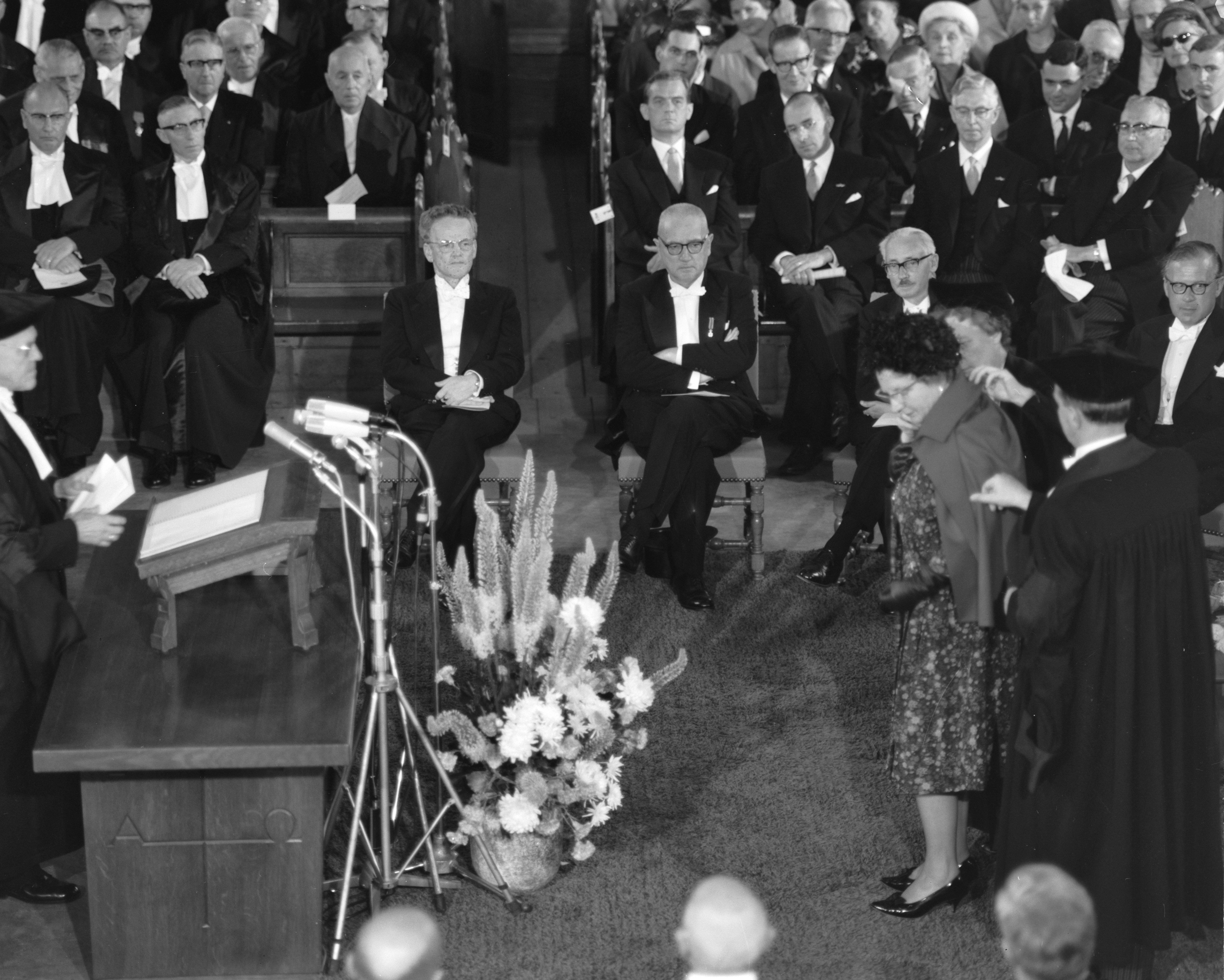
Bouman (achter kansel) verleent een eredoctoraat aan Koningin Juliana in de Martinikerk in Groningen.

P.J. Bouman werd geboren op 19 september 1902 in Batavia, als zoon van Jan Jurjen Bouman - gezagvoerder bij de Koninklijke Paketvaart Maatschappij en later docent aan de TU Delft - en Petronella Anna Adriana Fonkert. In 1916 vertrok het gezin terug naar Nederland en vestigde zich in Rotterdam. Bouman volgde de HBS aldaar en voltooide deze in 1921, waarna hij in dezelfde stad ging studeren aan de Nederlandsche Handels-Hoogeschool, de voorloper van de Erasmus Universiteit. Hij promoveerde daar onder Z.W. Sneller in 1931 in de economische geschiedenis met zijn proefschrift 'Rotterdam en het Duitsche achterland 1831-1851'.
Hij trouwde op 5 april 1928 met Christina Adriana Magdalena Kloot en kreeg drie zoons met haar.
Zijn eerste boek voor een breed publiek, 'Van Renaissance tot Wereldoorlog', werd gepubliceerd in 1938. In 1953 publiceerde hij het boek Revolutie der eenzamen, zijn bestverkochte boek. Het boek ging zo'n 450.000 keer over de toonbank en werd gedurende het leven van Bouman 34 keer herdrukt. Ook zijn Cultuurgeschiedenis van de twintigste eeuw was zeer succesvol. Het verscheen als duizendste deel, een jubileumuitgave, in de reeks Prisma Pockets van Uitgeverij Het Spectrum.
Van 1959 tot 1960 was Bouman rector magnificus van de Rijksuniversiteit Groningen.
In 1967 verliet Bouman de Rijksuniversiteit Groningen om met emeritaat te gaan en verhuisde naar het Gelderse Epe, om zich minder bezig te houden met academische taken en meer met het schrijverschap. Op 10 maart 1977 overleed hij daar op 74-jarige leeftijd.